# Gat (chapeau)
Pour les articles homonymes, voir Gat.
Un gat (prononcé en coréen : [kat̚]) est un chapeau traditionnel coréen porté par les hommes avec un hanbok (vêtement traditionnel coréen) pendant la période Joseon ; il est fabriqué à partir de crin et de bambou et partiellement transparent. La plupart des gat sont cylindriques avec un large rebord sur un cadre en bambou. Jusqu'à la fin du XIXe siècle, seuls les hommes de la noblesse étaient autorisés à en porter ; ils représentaient leur statut social.  (coréen : 상투 ; RR : sangtu).
Les artisans qui fabriquent les gat sont appelés ganniljang (갓일장), de gannil (갓일, un composé de deux mots gat et il (travail) ; gat = « faire ») + jang (coréen : 장 ; hanja : 匠 « artisan, artisan, maître d'un métier »). Comme le gannil nécessite de l'artisanat à travers une série complexe de techniques impliquant un éventail de matériaux, il a été désigné comme un des Biens culturels immatériels, numéro 4, le 24 décembre 1964.

## Histoire
Les origines du gat remontent aux temps anciens. Le chapeau suivant est généralement considéré comme le premier exemple de ce qu'on appelle maintenant le gat : le dénommé iphyeon baekhwa pimo (coréen : 입형백화피모 ; hanja : 笠形白樺皮帽) de Geumnyeongchong (coréen : 금령총 ; hanja : 金鈴塚), de l'antique tombe de Silla située à Gyeongju, et le gat en forme de casserole qui se distingue des chapeaux ordinaires par son motif et sa forme et est représenté sur les peintures murales du Gamsinchong (coréen : 감신총 ; hanja : 龕神塚), de l'antique tombe de Goguryeo. Même à l'époque moderne, les chapeaux étaient couramment portés par les anciens et les compatriotes jusqu'à la fin du XXe siècle.

## Couleurs et types
Les couleurs et types de gat étaient différenciés par les circonstances et/ou le statut social. Pendant la période Joseon, le gat de couleur noire (coréen : 흑립 ; hanja : 黑笠 ; RR : heungnip) était réservé aux hommes qui avaient réussi le gwageo, ou des études de la fonction publique. Dans une définition étroite, le terme gat se réfère au heungnip.
Le gat blanc (coréen : 백립 ; hanja : 白笠 ; RR : baengnip) a été porté pendant les périodes de deuil national. Il est fabriqué de la même manière que le gat noir, mais est fait de sambe (chanvre) pour correspondre à la robe de deuil traditionnelle coréenne en chanvre. Le gat rouge (coréen : 주립 ; hanja : 朱笠 ; RR : jurip) était porté par des officiers militaires pendant l'ère Joseon. Sa couleur vient du rouge laque. Les roturiers portaient une variété appelée paeraengi (패랭이), qui était tissée à partir de bambou fendu.

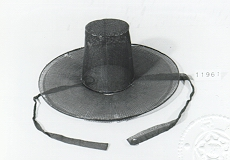
Gat noir.
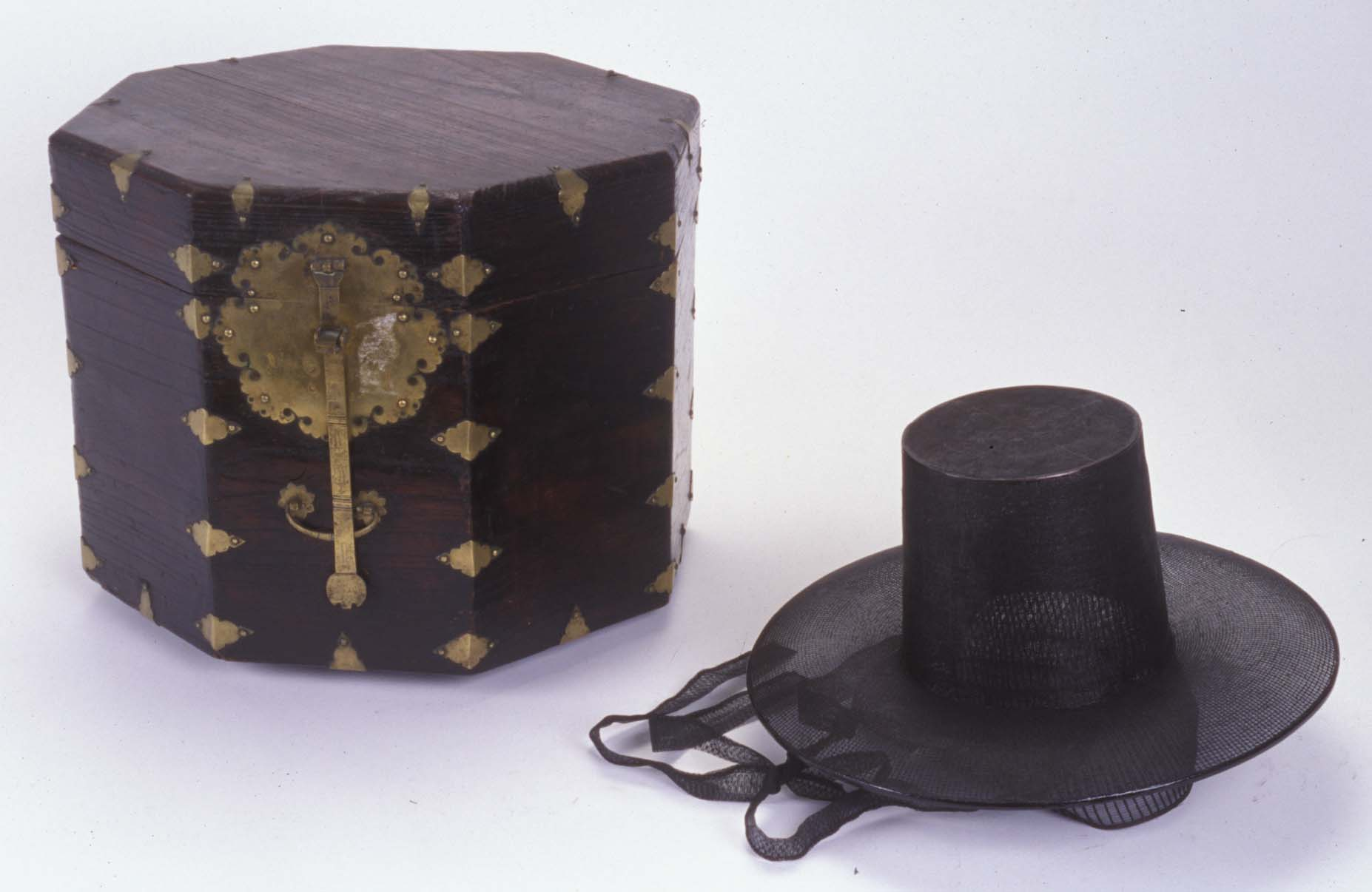
Gat noir et son étui (gatjip).
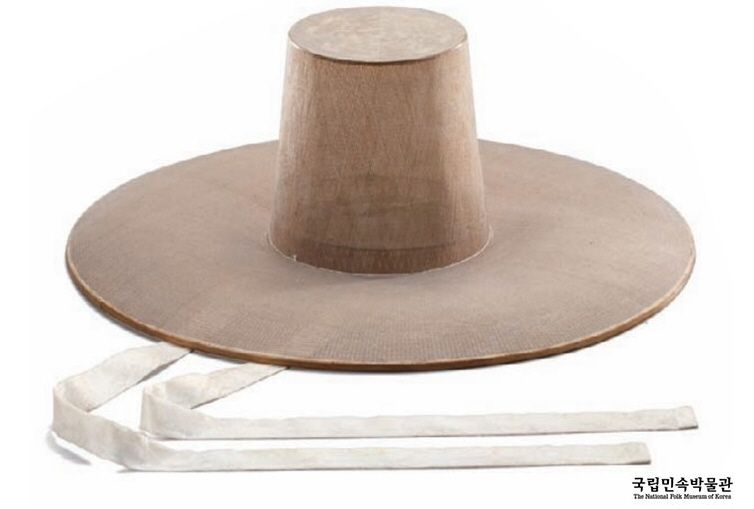
Gat blanc.
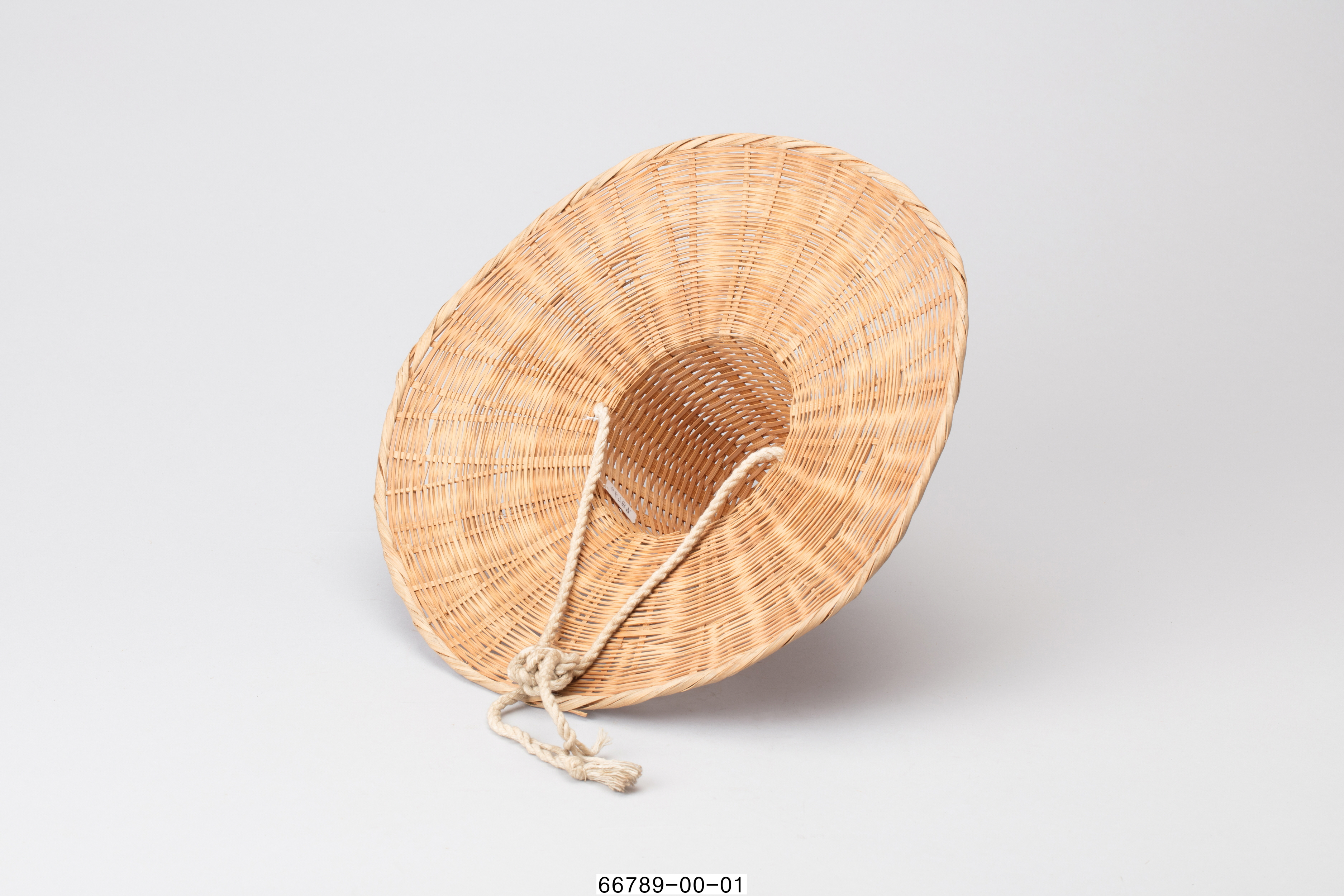
Paeraengi (vue de dessous).
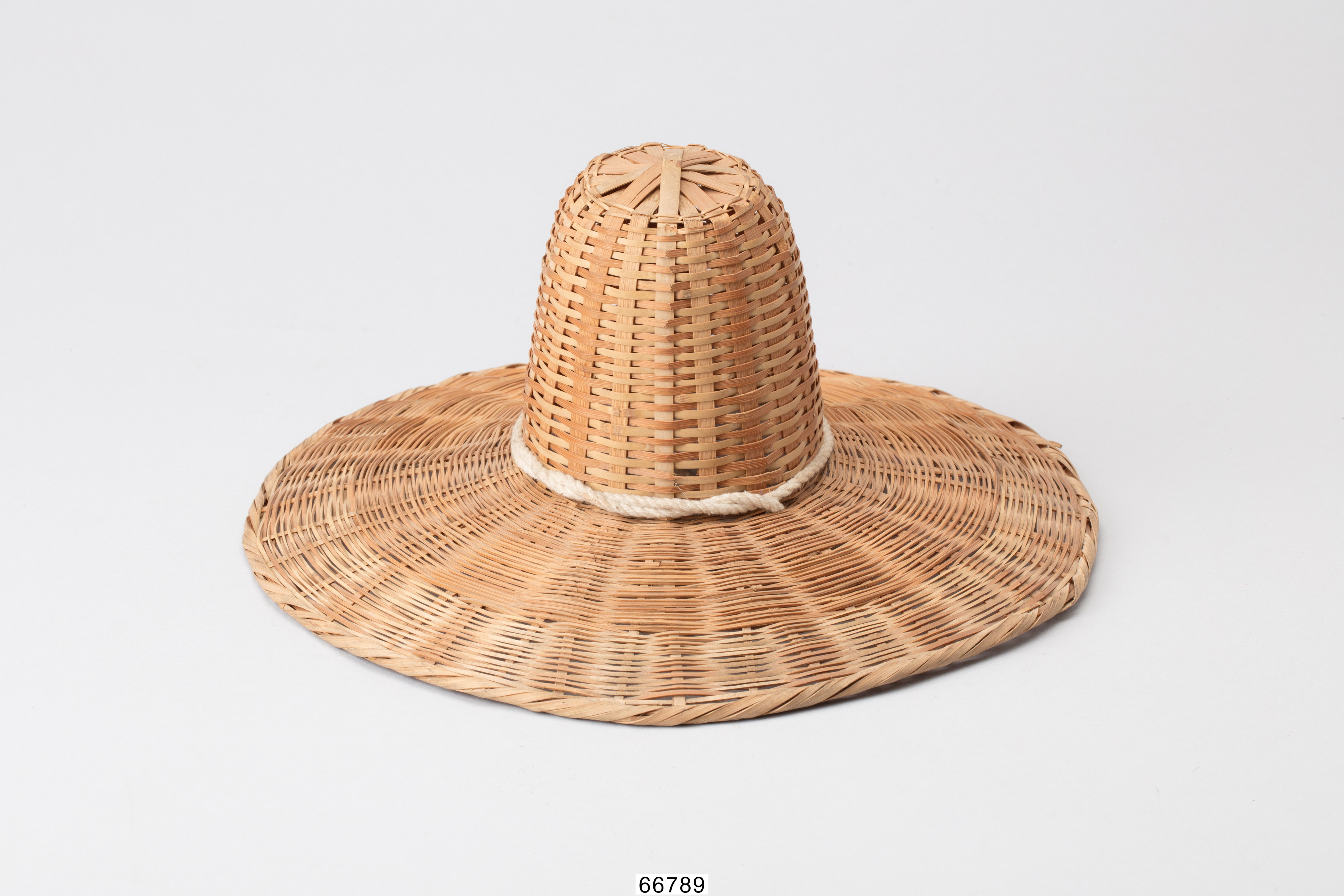
Paeraengi (vue de dessus).
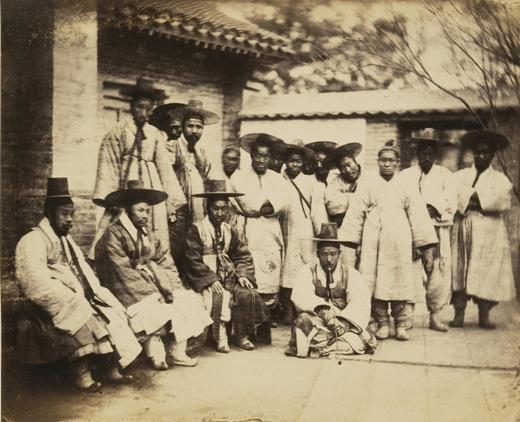
Groupe de Coréens portant des gat, 1863.
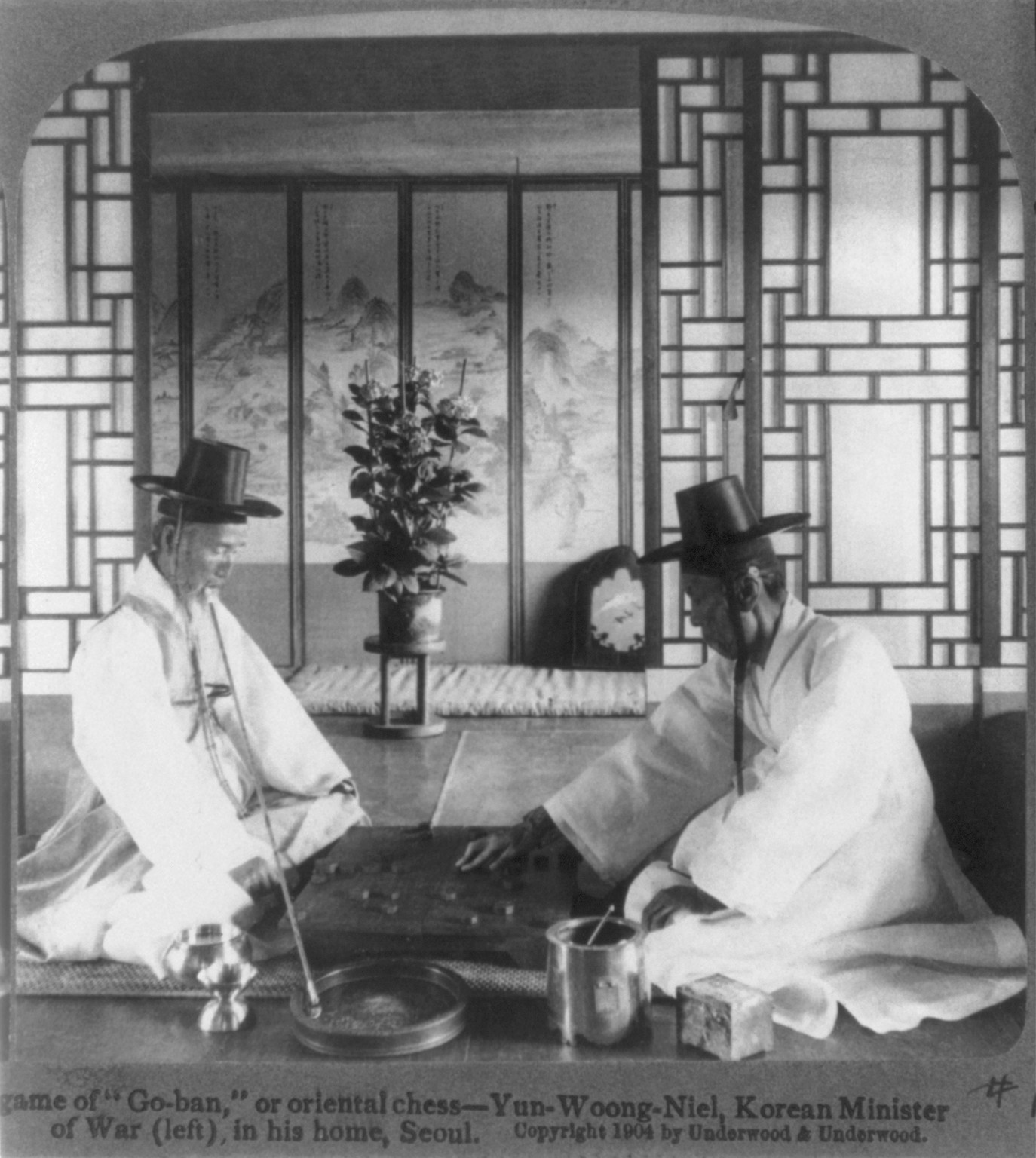
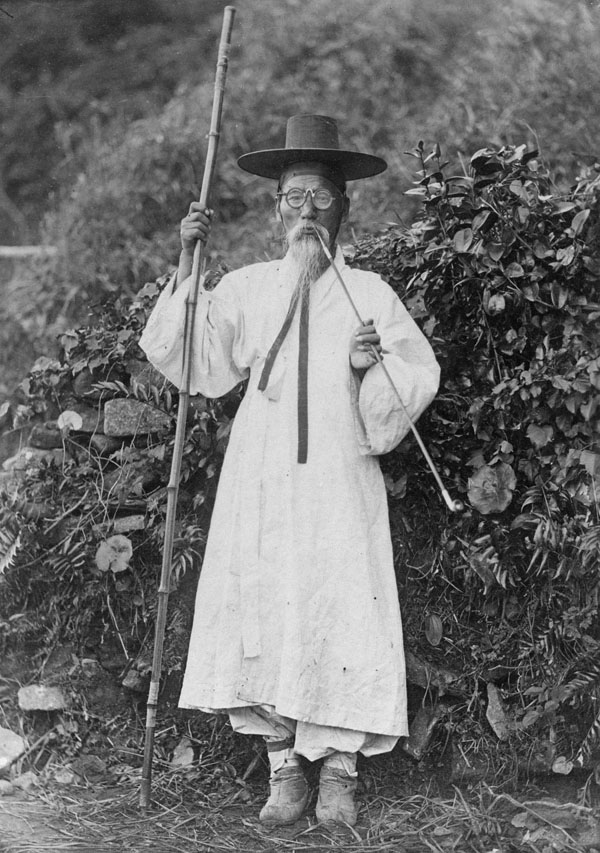
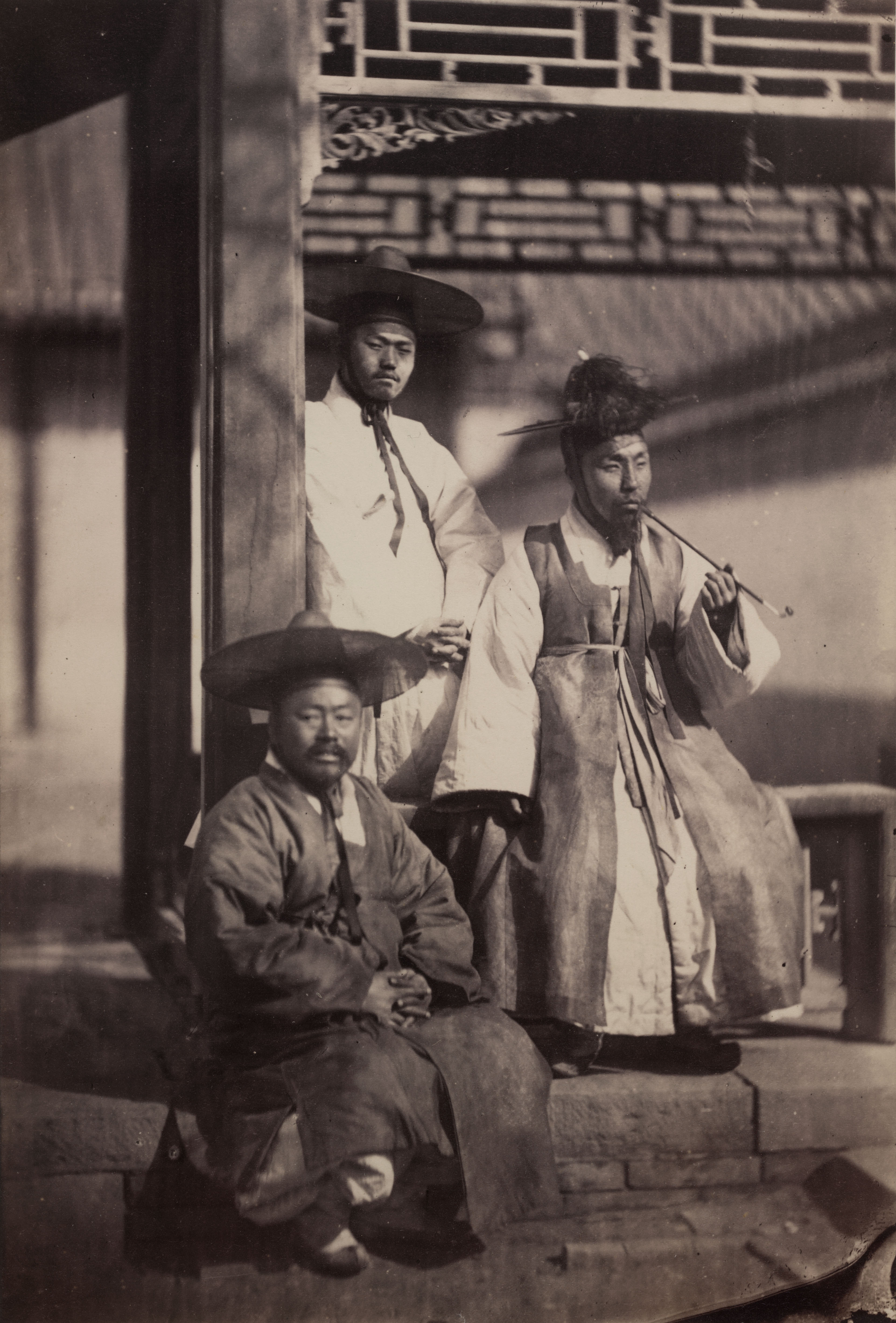
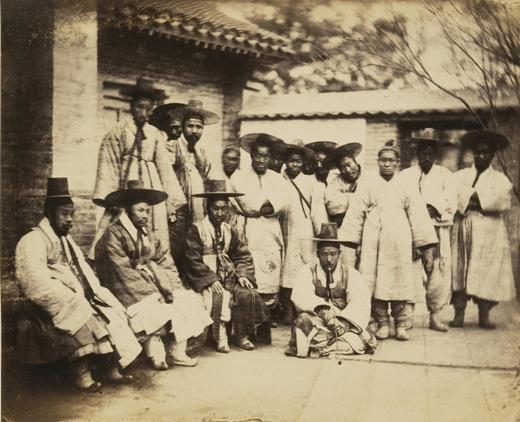
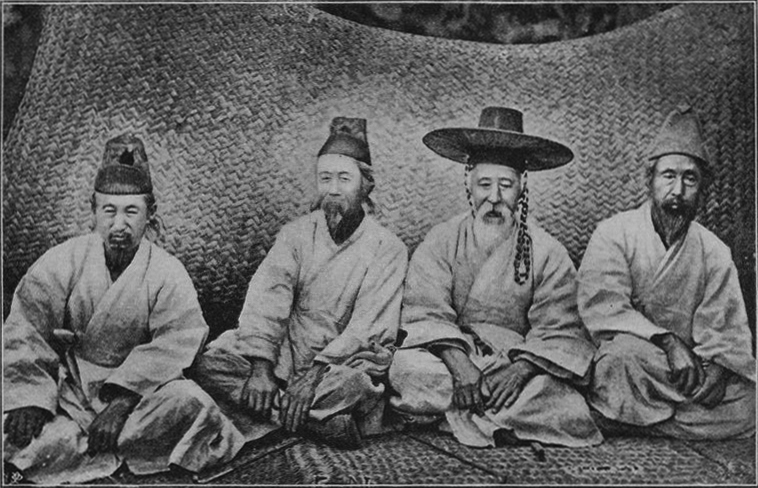
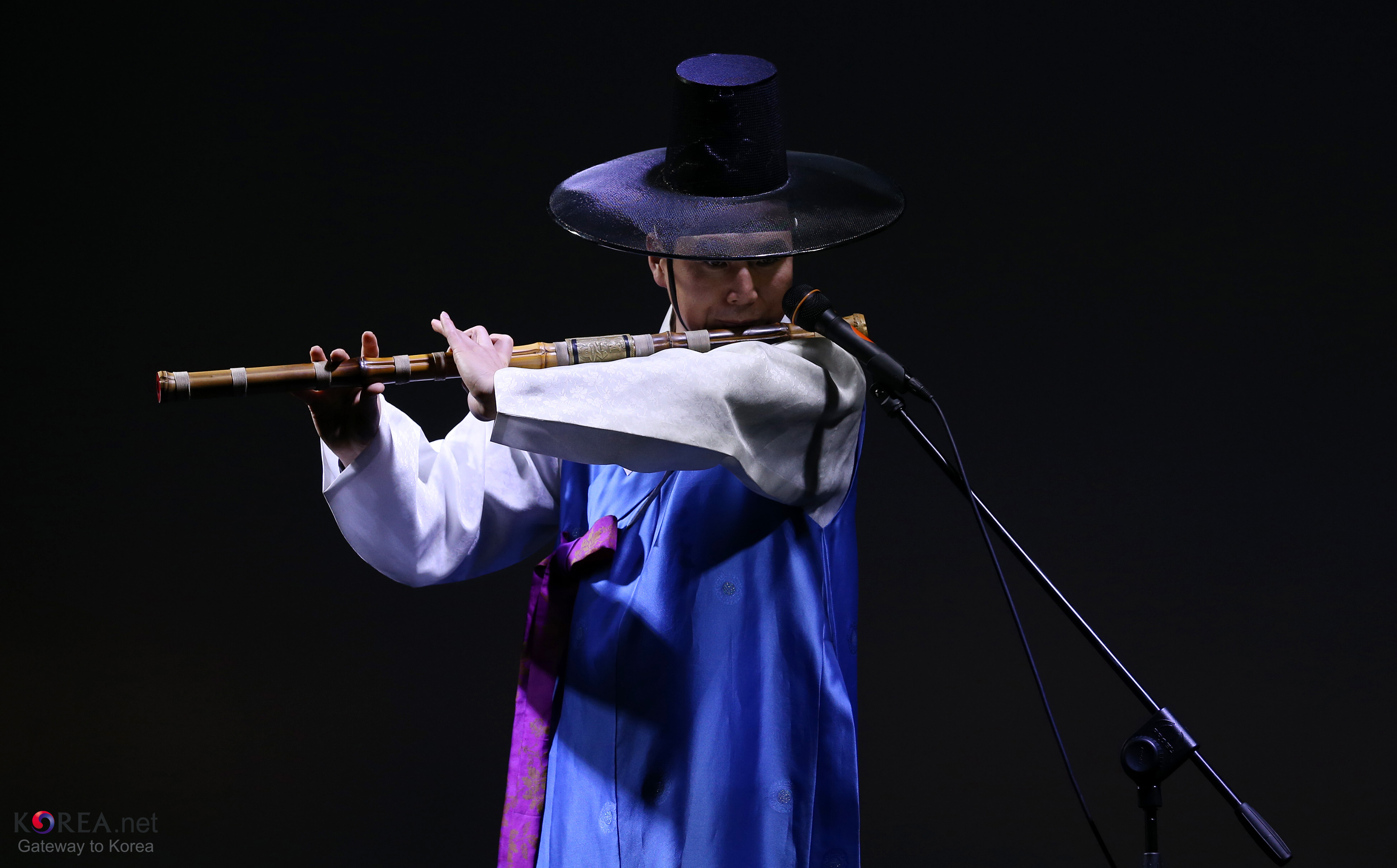
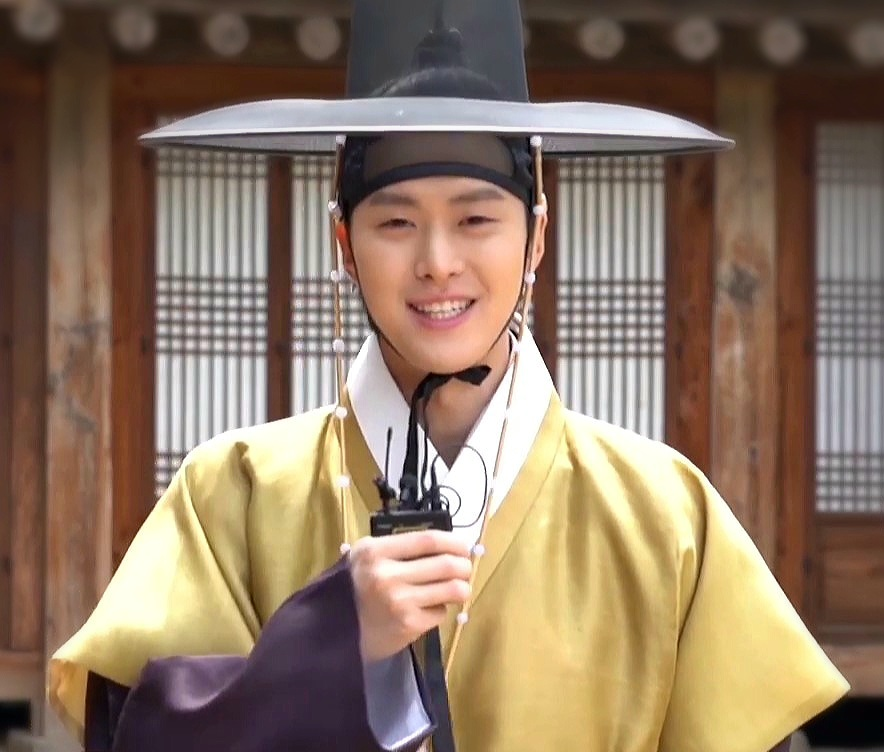
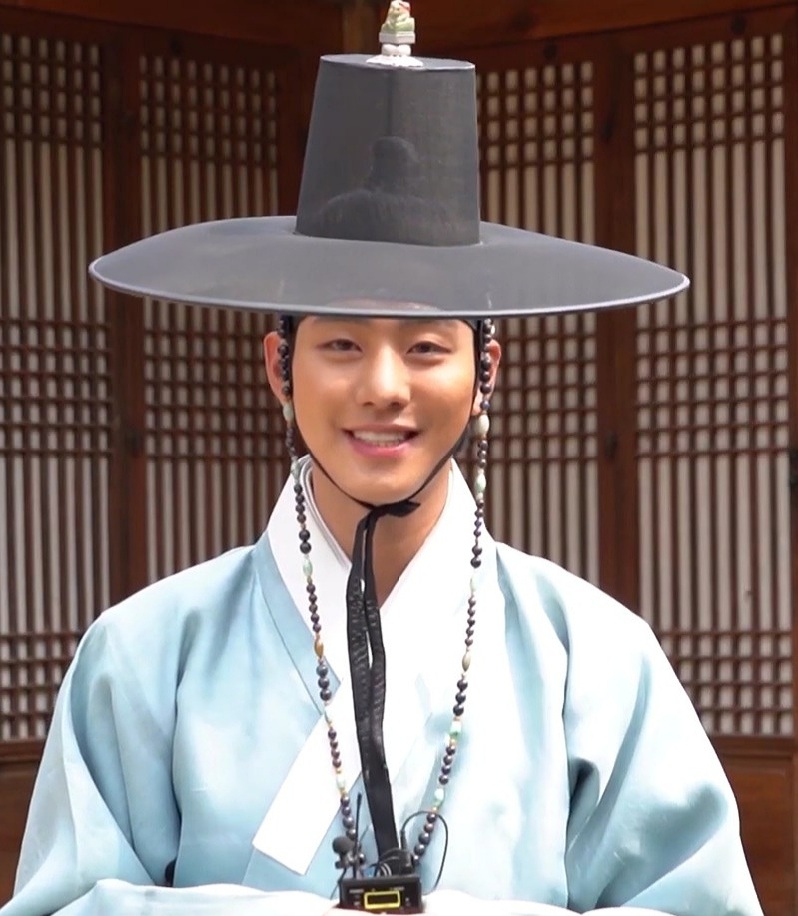
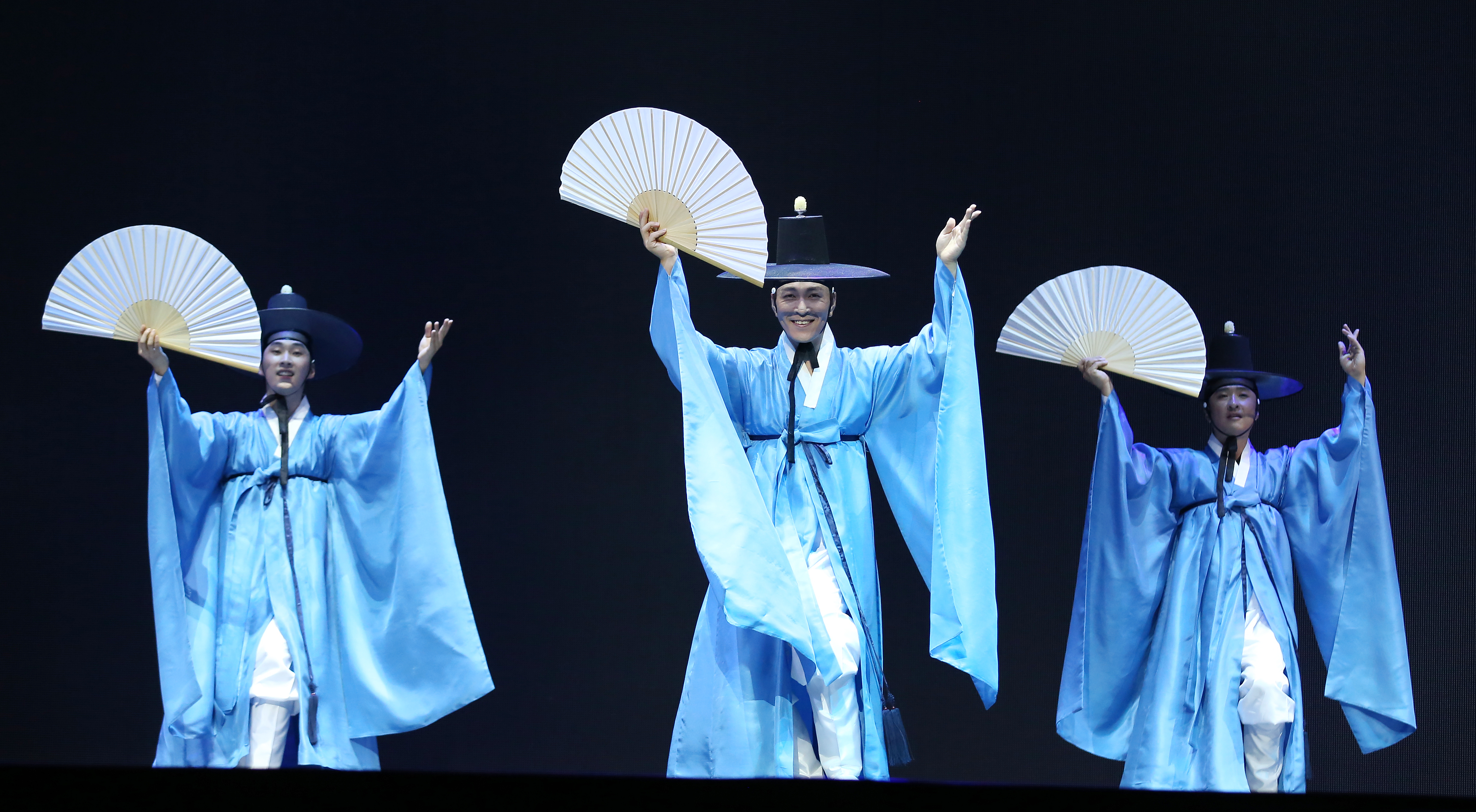
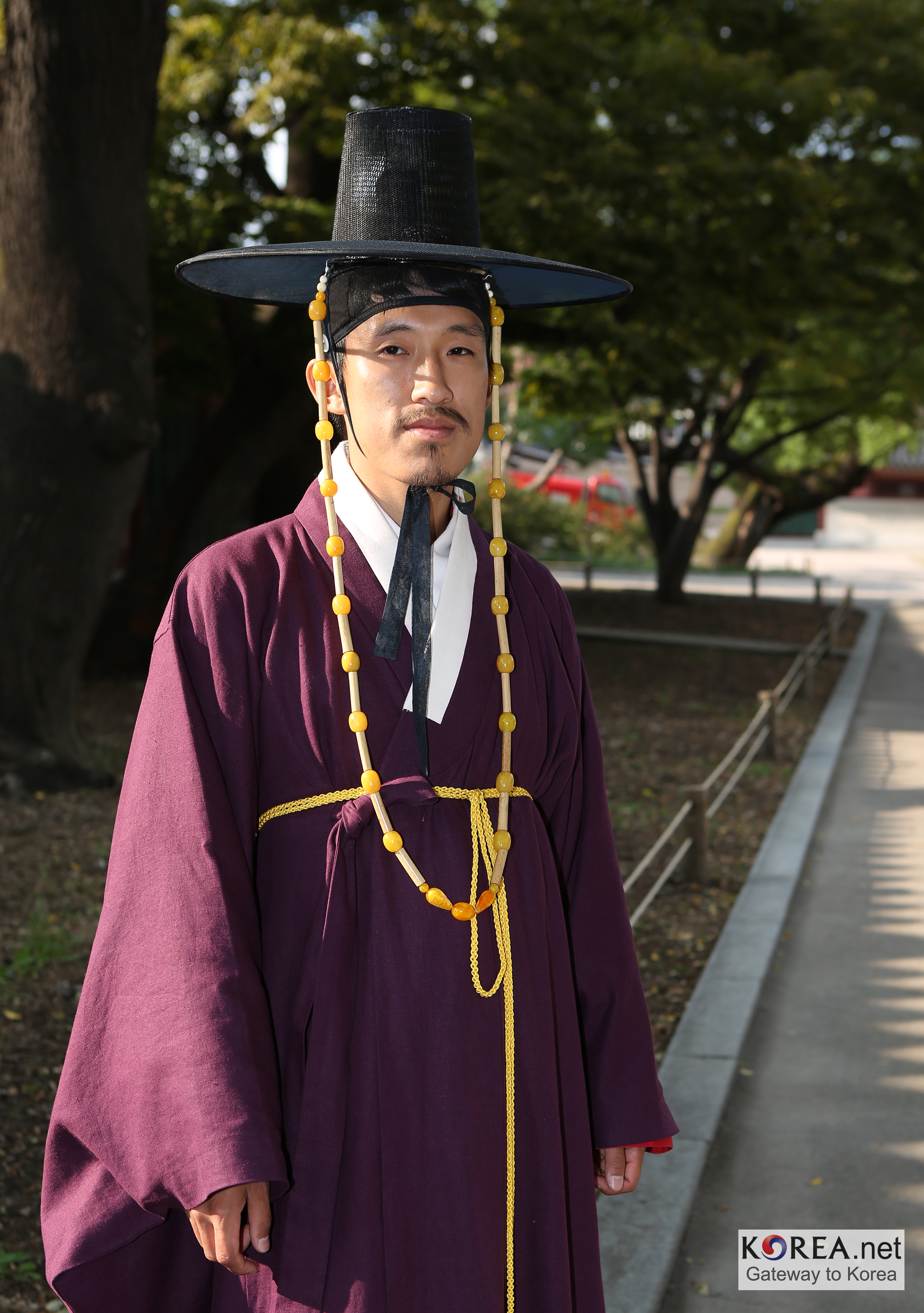
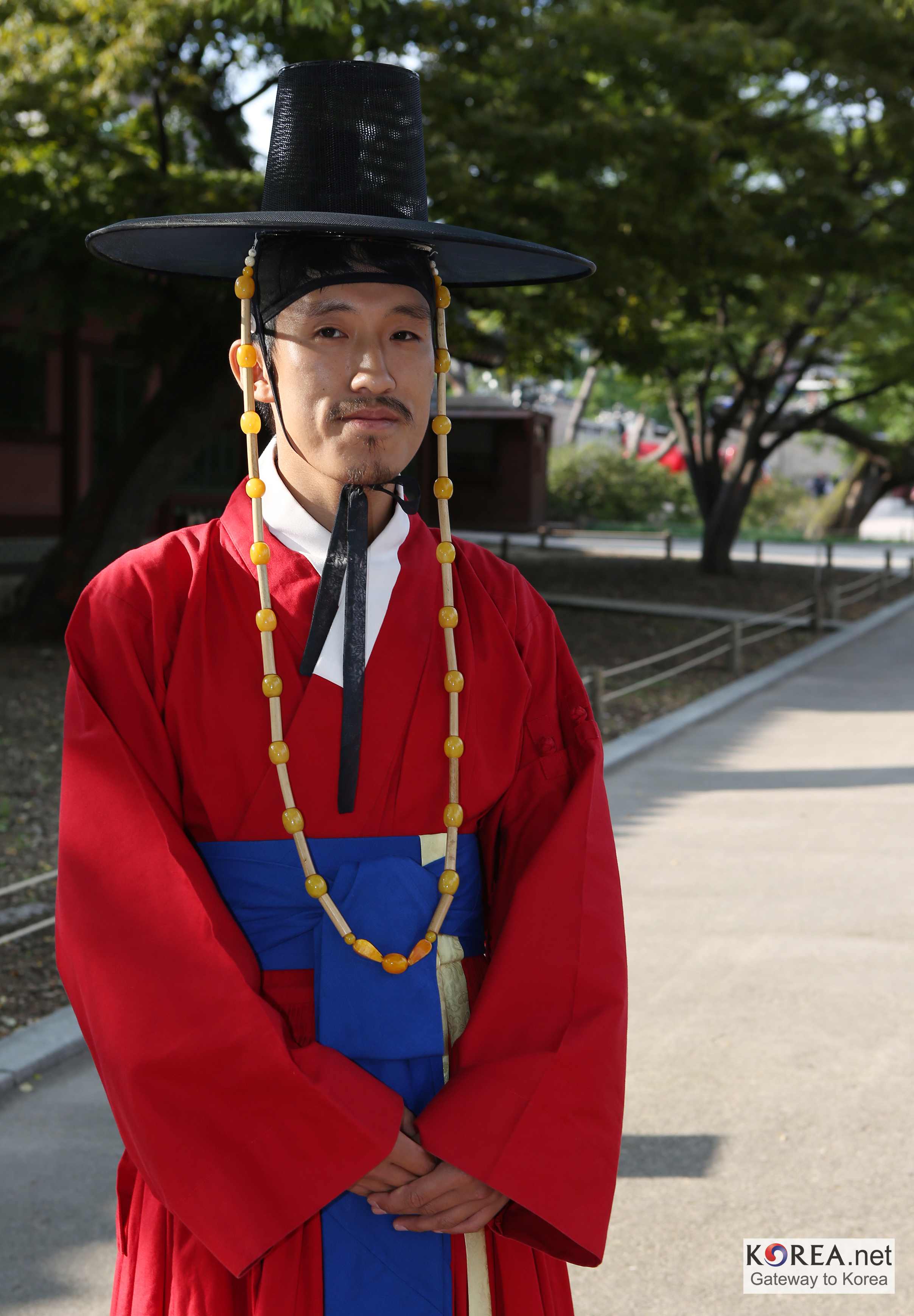

## Industrie culturelle
Dans la série télévisée sud-coréenne Kingdom de 2019, le gat est porté par les acteurs pour représenter la classe sociale de chaque personnage.
Dans le film de 2025 Kpop Demon Hunters, les démons aka Saja boys (boys band) le porte quand ils ont la forme du démon.